# 阿瓦隆区
阿瓦隆区（法語：arrondissement de Avallon）是法国勃艮第-弗朗什-孔泰大区约讷省所辖的一个区。总面积2078.8平方公里，总人口41868，人口密度20人/平方公里（2018年）。主要城镇为阿瓦隆。

## 辖区
阿瓦隆区辖有135个市镇。